# Trirachodon
Trirachodon es un género extinto de terápsido cinodonto perteneciente a la familia Tritylodontoidea. Sus fósiles se encontraron en Sudáfrica provenientes del Triásico Inferior y Medio.

## Descripción
El cráneo de Trirachodon tenía un hocico corto y angosto con una región orbital amplia. El arco cigomático era relativamente delgado. Trirachodon era bastante pequeño para ser un cinodonto, alcanzando solo 50 cm de longitud. Tenía menos diente molariformes que su pariente contemporáneo más cercano Diademodon. Estos dientes tendían a ser más anchos transversalmente que en Diademodon. Un paladas secundario óseo y la oclusión precisa de los postcaninos son las características de Trirachodon que lo hacen similar a los mamíferos.

## Especies
La especie tipo es T. berryi, descrita en 1895 a partir de la base de un cráneo. Otros tres especímenes fueron posteriormente asignados a la especie T. kannemeyeri, la cual se distinguía de la especie tipo por la longitud de la base del hocico y el número de dientes postcaninos. Estas diferencias se consideraron demasiado superfluas para ser asignados a una especie diferente por lo cual T. kannemeyeri se encuentra fuera de uso debido a la posible sinonimia.
Una nueva especie, T. minor, fue descrita por Robert Broom en 1905 para describir un hocico escasamente preservado. Broom posteriormente lo denominó T. browni en 1915, distinguiéndolo de las otras especies por la diferencia de longitud de los molares. En 1932, Broom propuso que T. berryi se asignara an nuevo género, Trirachodontoides. Otra especie de Trirachodon denominada T. angustifrons fue descrita en 1946 a partir de un cráneo angosto hallado en  Tanzania, pero se probó posteriormente que correspondía al traversodóntido Scalenodon. En 1972 se sugirió que todas las especies de Trirachodon son sinónimos de la especie tipo excepto T. browni, el cual fue renombrado como Diademodon tetragonus.

## Paleobiología
Se cree que Trirachodon tenía una forma de vida fosorial. Rastro de excavaciones complejas encontrados en Sudáfrica y Namibia se le han atribuido al género. Al menos 20 individuos se encontraron en uno de los complejos. La entrada tiene un desnivel poco pronunciado y cuentan con suelos y techos abovedados bilobulados. El piso en los niveles inferiores son menos bilobulados. Las cavernas normalmente terminan en ductos angostos. Los túneles tienden a hacerse más curvos a mayor profundidad con cámaras que conectan en ángulo recto con el túnel principal. Trirachodon presentaba una postura semierecta en los miembros posteriores como adaptación para mantener una locomoción eficiente dentro de los túneles. Las cortezas relativamente gruesas observadas en los huesos también le proporcionaban resistencia extra a miembros durante las excavaciones. Se cree que la madriguera con su ocupantes fue preservada a causa de una inundación repentina que ocupó los túneles sin permitir a sus ocupantes evacuar a tiempo. 
Muchas características de las madrigueras sugieren que fueron usadas como albergue para una colonia. La entrada espaciosa pudo ser ocupada por muchos individuos y los túneles accesorios y sus cámaras respectivas pudieron ser construidas por un solo animal. Los pisos compactos y los túneles bilobulados sugieren que fueron utilizados por muchos individuos que transitaban continuamente a través de ellos.
Una forma de vida colonial para Trirachodon sugiere comportamientos sociales complejos que se creían únicos entre los sinápsidos del Cenozoico, y una de las primeras evidencias de cohabitación en un complejo de túneles por parte de algún tetrápodo (un molde parcial de madriguera asociado con Thrinaxodon liorhinus, ha mostrado que estos predaron estas cuevas por algunos millones de años.) Se han sugerido muchas razones para explicar el comportamiento de Trirachodon, las cuales incluyen protección de los depredadores, sitios de reproducción y crianza de los jóvenes, y termorregulación.
Estudios histológicos óseos recientes de muchos especímenes de Trirachodon han mejorado la compresión del origen y estilo de vida de estos animales. Existe evidencia de anillos de crecimiento óseo con tasas de crecimiento fuertemente influenciadas por las fluctuaciones de las condiciones climáticas de su medio ambiente.